# Skomack Mały
Skomack Mały est un village polonais de la voïvodie de Varmie-Mazurie, dans le powiat de Giżycko.